# 稲田順三
稲田 順三（いなだ じゅんぞう、1941年（昭和16年）1月14日 - ）は、日本の政治家。元大阪府和泉市長。

## 経歴
和泉市出身。1965年（昭和40年）大阪商業大学商経学部卒業。
和泉市教育次長を経て、1995年（平成7年）同市長に当選。2005年（平成17年）競売入札妨害容疑で逮捕され、同年5月に辞職した。